# Wainwright (Alaska)
Wainwright és una població dels Estats Units a l'estat d'Alaska. Segons el cens del 2007 tenia 480 habitants.

## Demografia
Segons el cens del 2000, Wainwright tenia 546 habitants, 148 habitatges, i 117 famílies La densitat de població era de 12 habitants/km².
Dels 148 habitatges en un 50% hi vivien nens de menys de 18 anys, en un 50,7% hi vivien parelles casades, en un 16,2% dones solteres, i en un 20,3% no eren unitats familiars. En el 18,2% dels habitatges hi vivien persones soles el 3,4% de les quals corresponia a persones de 65 anys o més que vivien soles. El nombre mitjà de persones vivint en cada habitatge era de 3,69 i el nombre mitjà de persones que vivien en cada família era de 4,17.
Per edats la població es repartia de la següent manera: un 37,7% tenia menys de 18 anys, un 13,4% entre 18 i 24, un 27,8% entre 25 i 44, un 14,3% de 45 a 60 i un 6,8% 65 anys o més.
L'edat mediana era de 24 anys. Per cada 100 dones de 18 o més anys hi havia 117,9 homes.
La renda mediana per habitatge era de 54.722 $ i la renda mediana per família de 58.125 $. Els homes tenien una renda mediana de 36.667 $ mentre que les dones 40.313 $. La renda per capita de la població era de 16.709 $. Aproximadament el 8,5% de les famílies i el 12,5% de la població estaven per davall del llindar de pobresa.

## Poblacions més properes
El següent diagrama mostra les poblacions més properes.